# Cattedrale di Toruń
La basilica cattedrale di San Giovanni Battista e San Giovanni Evangelista (in polacco Bazylika katedralna św. Jana Chrzciciela i św. Jana Ewangelisty w Toruniu) è il principale luogo di culto della città di Toruń, in Polonia, cattedrale dell'omonima diocesi. È un capolavoro gotico del XIII-XV secolo, già chiesa parrocchiale elevata a cattedrale nel 1992.